# مارشولت
مارشولت (به لاتین: Marchovelette) یک منطقهٔ مسکونی در بلژیک است که در فرنلمون واقع شده‌است. مارشولت ۵٫۰۱ کیلومتر مربع مساحت و ۷۹۸ نفر جمعیت دارد و ۱۸۷ متر بالاتر از سطح دریا واقع شده‌است.